# Blue Springs (Nebraska)
Blue Springs è un comune degli Stati Uniti d'America, situato nello Stato del Nebraska, nella Contea di Gage.